# Pangani (stad)
Pangani  is een stad in Tanzania. De stad ligt ongeveer 45 kilometer ten zuiden van Tanga en is tevens de hoofdstad van het gelijknamige district Pangani. De stad ligt aan de monding van de Panganirivier. 